# Badminton 1966
Höhepunkte des Badmintonjahres 1966 waren der Uber Cup 1966 sowie die All England, die Irish Open, die Scottish Open, die German Open, die Dutch Open, die Denmark Open, die Asienspiele, die British Empire and Commonwealth Games und die French Open. 
==Internationale Veranstaltungen ==
| Veranstaltung | Herreneinzel   | Dameneinzel        | Herrendoppel                   | Damendoppel                        | Mixed                               |
| ------------- | -------------- | ------------------ | ------------------------------ | ---------------------------------- | ----------------------------------- |
| All England   | Tan Aik Huang  | Judy Hashman       | Ng Boon Bee Tan Yee Khan       | Judy Hashman Sue Devlin Peard      | Finn Kobberø Ulla Strand            |
| French Open   | Ang Tjin Siang | Imre Rietveld      | Ang Tjin Siang Wong Pek Shen   | Julie Charles Imre Rietveld        | Erland Kops Marianne Svensson       |
| German Open   | Erland Kops    | Irmgard Latz       | Per Walsøe Poul-Erik Nielsen   | Judy Hashman Sue Peard             | Morten Pommergaard Ulla Strand      |
| Malaysia Open | Tan Aik Huang  | Minarni Sudaryanto | Eddy Choong Tan Aik Huang      | Retno Koestijah Minarni Sudaryanto | A. P. Unang Retno Koestijah         |
| Swedish Open  | Svend Pri      | Judy Hashman       | Henning Borch Jørgen Herlevsen | Judy Hashman Eva Twedberg          | Per Walsøe Pernille Mølgaard Hansen |